# Княжна Тараканова (картина)
«Княжна́ Тарака́нова» — самая известная картина русского живописца Константина Флавицкого, за которую ему было присуждено звание профессора исторической живописи.

## Сюжет
Сюжетом для картины послужило предание о гибели Таракановой во время наводнения в Санкт-Петербурге 21 сентября 1777 года (исторические данные говорят о том, что она умерла на два года раньше этого события). На полотне изображён каземат Петропавловской крепости, за стенами которой бушует наводнение. На кровати, спасаясь от воды, прибывающей в зарешеченное окно, стоит молодая женщина. Промокшие крысы выбираются из воды, подбираясь к ногам узницы.
Хотя легенда о гибели Таракановой от наводнения не соответствует действительности, благодаря Флавицкому именно эта версия её смерти закрепилась в народной памяти. Например, в стихотворении «Душа» Борис Пастернак пишет: «ты бьешься, как билась княжна Тараканова, когда февралём залило равелин».

## История создания
Первоосновой для создания картины послужила история княжны Таракановой, авантюристки, выдававшей себя за дочь императрицы Елизаветы Петровны и сестру Емельяна Пугачёва. По повелению императрицы Екатерины II она была арестована и в мае 1775 года была доставлена в Петропавловскую крепость, подвергнута продолжительному допросу фельдмаршалом князем Голицыным, во время которого давала различные показания. Умерла от чахотки 4 декабря 1775 года, скрыв тайну своего рождения даже от священника.
Картина была написана в 1864 году, и в этом же году впервые выставлена на выставке Академии художеств. Владимир Стасов, пропагандист «критического реализма» и будущий идеолог передвижников, высоко оценил полотно Флавицкого и назвал его «чудесной картиной, славой нашей школы, блистательнейшим творением русской живописи». Картина была приобретена Павлом Третьяковым для его коллекции уже после смерти художника.

## Другие версии картины
В Екатеринбургском музее изобразительных искусств хранится, предположительно, первоначальный вариант картины, написанный в 1862 году. Отличия заключаются в размерах холста — 214 × 147 сантиметров — и в образной трактовке: в лице и фигуре молодой женщины ещё нет трагизма и последнего отчаяния. Таким образом, версия из собрания Третьяковской галереи является более поздним списком.
Ещё одна версия, 1864 года, хранится в Пензенской областной картинной галерее имени К. А. Савицкого. Она имеет меньший размер — 123 × 94 сантиметра.
Также в Русском музее находится «Голова княжны Таракановой» — этюд для картины 1863 года. Он имеет размер 44,5 × 33,5 сантиметра и поступил в музей в 1903 году от Петра Ге.